# Bohemen op de Olympische Zomerspelen 1908
Bohemen nam deel aan de Olympische Zomerspelen 1908 in Londen, Engeland.

## Resultaten per onderdeel

### Atletiek
| Onderdeel       | Plaats        | Atleet         | Heats         | Halve finale                | Finale        |
| --------------- | ------------- | -------------- | ------------- | --------------------------- | ------------- |
| Mannen 5 mijl   | Halvefinalist | Arnošt Nejedlý | Niet gehouden | Onbekend 3e, halve finale 6 | Uitgeschakeld |
| Mannen marathon | 18e           | Arnošt Nejedlý | Niet gehouden | Niet gehouden               | 3:26:26.2     |

| Onderdeel                           | Plaats | Atleet           | Hoogte/ Afstand |
| ----------------------------------- | ------ | ---------------- | --------------- |
| Mannen discuswerpen                 | 12-42  | František Souček | Onbekend        |
| Mannen discuswerpen                 | 12-42  | Miroslav Šustera | Onbekend        |
| Mannen discuswerpen (Griekse stijl) | 11-23  | Miroslav Šustera | Onbekend        |
| Mannen speerwerpen (vrije stijl)    | 10-33  | František Souček | Onbekend        |

### Schermen
Bohemen weigerde te schermen tegen Italië te spelen om de zilver uit protest tegen het in hun ogen oneerlijke repechage-systeem.
| Onderdeel    | Plaats       | Schermer                   | Eerste ronde  | Tweede ronde  | Halve finale  | Finale        |
| ------------ | ------------ | -------------------------- | ------------- | ------------- | ------------- | ------------- |
| Mannen degen | Tweede ronde | Vilém Tvrzský              | 4-4 (2e in D) | 2-2 (3e in 4) | Uitgeschakeld | Uitgeschakeld |
| Mannen degen | Tweede ronde | Vilém Goppold von Lobsdorf | 4-2 (2e in G) | 2-2 (3e in 3) | Uitgeschakeld | Uitgeschakeld |
| Mannen degen | Tweede ronde | Vlastimil Lada-Sázavský    | 5-1 (1e in B) | 0-4 (5e in 5) | Uitgeschakeld | Uitgeschakeld |
| Mannen degen | Tweede ronde | Jaroslav Šourek-Tuček      | 4-2 (2e in A) | 1-3 (5e in 7) | Uitgeschakeld | Uitgeschakeld |
| Mannen degen | Eerste ronde | Bedřich Schejbal           | 1-4 (5e in F) | Uitgeschakeld | Uitgeschakeld | Uitgeschakeld |
| Mannen degen | Eerste ronde | Otakar Lada                | 3-5 (6e in E) | Uitgeschakeld | Uitgeschakeld | Uitgeschakeld |
| Mannen degen | Eerste ronde | František Šourek-Tuček     | 0-6 (7e in H) | Uitgeschakeld | Uitgeschakeld | Uitgeschakeld |
| Mannen sabel | 3e           | Vilém Goppold von Lobsdorf | 7-0 (1e in J) | 3-1 (1e in 3) | 5-2 (1e in 2) | 4-3           |
| Mannen sabel | Tweede ronde | Bedřich Schejbal           | 3-2 (2e in L) | 1-2 (3e in 4) | Uitgeschakeld | Uitgeschakeld |
| Mannen sabel | Tweede ronde | Otakar Lada                | 3-1 (1e in B) | 2-2 (3e in 5) | Uitgeschakeld | Uitgeschakeld |
| Mannen sabel | Tweede ronde | Vilém Tvrzský              | 3-2 (3e in K) | 0-3 (4e in 4) | Uitgeschakeld | Uitgeschakeld |
| Mannen sabel | Tweede ronde | Vlastimil Lada-Sázavský    | 3-2 (2e in A) | 1-3 (4e in 7) | Uitgeschakeld | Uitgeschakeld |
| Mannen sabel | Eerste ronde | Jaroslav Šourek-Tuček      | 1-4 (5e in A) | Uitgeschakeld | Uitgeschakeld | Uitgeschakeld |
| Mannen sabel | Eerste ronde | František Šourek-Tuček     | 2-4 (5e in M) | Uitgeschakeld | Uitgeschakeld | Uitgeschakeld |

| Onderdeel         | Plaats | Schermers | Inspeel wedstrijd | Eerste ronde                                       | Halve finales                                | Finale                                                             | Repechage      | Zilver medaille wedstrijd                         |
| ----------------- | ------ | --- | ----------------- | -------------------------------------------------- | -------------------------------------------- | ------------------------------------------------------------------ | -------------- | ------------------------------------------------- |
| Mannen team degen | 6e     | Otakar Lada Vlastimil Lada-Sázavský Vilém Goppold von Lobsdorf Vilém Tvrzský                                                          | bye               | Verloor van Italië 12-5 Uit 6e plaats              | Uitgeschakeld                                | Uitgeschakeld                                                      | Niet geplaatst | Niet geplaatst                                    |
| Mannen team sabel | 3e     | Vlastimil Lada-Sázavský (all) Vilém Goppold von Lobsdorf (all) Bedřich Schejbal (all) Jaroslav Šourek-Tuček (f) Otakar Lada (1e, hf). | Niet gehouden     | Versloeg Nederland 9-8 Gaat door naar halve finale | Versloeg Frankrijk 9-7 Gaar door naar finale | Verloor van Hongarije 9-7 Geplaatst voor zilver medaille wedstrijd | bye            | Verloor van Italië Walk-over Winst brons medaille |

### Tennis
| Onderdeel         | Plaats | Naam                        | Laatste 64       | Laatste 32                   | Laatste 16        | Kwart- finale | Halve finales | Finale        |
| ----------------- | ------ | --------------------------- | ---------------- | ---------------------------- | ----------------- | ------------- | ------------- | ------------- |
| Mannen enkelspel  | 9e     | Bohuslav Hykš               | bye              | Versloeg Zsigmondy           | Verloor van Dixon | Uitgeschakeld | Uitgeschakeld | Uitgeschakeld |
| Mannen enkelspel  | 9e     | Karel Robetín               | bye              | bye                          | Verloor van Brown | Uitgeschakeld | Uitgeschakeld | Uitgeschakeld |
| Mannen enkelspel  | 16e    | Ladislav Žemla              | bye              | Verloor van Powell           | Uitgeschakeld     | Uitgeschakeld | Uitgeschakeld | Uitgeschakeld |
| Mannen enkelspel  | 26e    | Jozef Micovský              | Verloor van Tóth | Uitgeschakeld                | Uitgeschakeld     | Uitgeschakeld | Uitgeschakeld | Uitgeschakeld |
| Mannen dubbelspel | 11e    | Bohuslav Hykš Karel Robetín | Niet gehouden    | Verloor van Gauntlett/Kitson | Uitgeschakeld     | Uitgeschakeld | Uitgeschakeld | Uitgeschakeld |

| Land tegenstander   | Gewonnen | Verloren | Percentage |
| ------------------- | -------- | -------- | ---------- |
| Canada              | 0        | 2        | .000       |
| Verenigd Koninkrijk | 0        | 1        | .000       |
| Hongarije           | 1        | 1        | .500       |
| Zuid-Afrika         | 0        | 1        | .000       |
| Total               | 1        | 5        | .167       |

### Turnen
| Onderdeel | Plaats | Turner           | Score    |
| --------- | ------ | ---------------- | -------- |
| Meerkamp  | 25e    | Josef Čada       | Onbekend |
| Meerkamp  | 36e    | Bohumil Honzátko | Onbekend |

### Worstelen
Alle 4 Bohemeemse worstelaars wonnen hun eerste wedstrijd.
| Onderdeel                        | Plaats | Worstelaar       | Laatste 32             | Laatste 16         | Kwart- finale | Halve finales | Finale        |
| -------------------------------- | ------ | ---------------- | ---------------------- | ------------------ | ------------- | ------------- | ------------- |
| Grieks-Romeins lichtgewicht      | 17e    | Karel Halík      | Verloor van Wood       | Uitgeschakeld      | Uitgeschakeld | Uitgeschakeld | Uitgeschakeld |
| Grieks-Romeins middengewicht     | 9e     | Jaroslav Týfa    | bye                    | Verloor van Belmer | Uitgeschakeld | Uitgeschakeld | Uitgeschakeld |
| Grieks-Romeins middengewicht     | 17e    | Josef Bechyně    | Verloor van Mårtensson | Uitgeschakeld      | Uitgeschakeld | Uitgeschakeld | Uitgeschakeld |
| Grieks-Romeins half zwaargewicht | 17e    | Miroslav Šustera | Verloor van West       | Uitgeschakeld      | Uitgeschakeld | Uitgeschakeld | Uitgeschakeld |

| Land tegenstander   | Gewonnen | Verloren | Percentage |
| ------------------- | -------- | -------- | ---------- |
| Verenigd Koninkrijk | 0        | 2        | .000       |
| Nederland           | 0        | 1        | .000       |
| Zweden              | 0        | 1        | .000       |
| Totaal              | 0        | 4        | .000       |

Argentinië · Australazië · België · Bohemen · Canada · Denemarken · Duitsland · Finland · Frankrijk · Griekenland · Groot-Brittannië · Hongarije · Italië · Nederland · Noorwegen · Oostenrijk · Rusland · Turkije · Verenigde Staten · Zuid-Afrika · Zweden · Zwitserland